# Dehesas de Guadix
Dehesas de Guadix é um município da Espanha na província de Granada, comunidade autónoma da Andaluzia, de área 72 km² com população de 531 habitantes (2007) e densidade populacional de 10,09 hab/km².

## Demografia
| Variação demográfica do município entre 1991 e 2004 | Variação demográfica do município entre 1991 e 2004 | Variação demográfica do município entre 1991 e 2004 | Variação demográfica do município entre 1991 e 2004 |
| --------------------------------------------------- | --------------------------------------------------- | --------------------------------------------------- | --------------------------------------------------- |
| 1991                                                | 1996                                                | 2001                                                | 2004                                                |
| 663                                                 | 713                                                 | 571                                                 | 574                                                 |